# قصة الراهبة (فلم)
قصة الراهبة (بالإنجليزية: The Nun's Story) هو فيلم تم إنتاجه في الولايات المتحدة وصدر في سنة 1959.

## بطولة
- أودري هيبورن
- بيتر فينش
- إديث إيفانز
- بيغي أشكروفت

## الميزانية والإيرادات
بلغت تكلفة إنتاج الفيلم حوالي 3.5 مليون دولار بينما حقق أرباحا تقدر بـ 12,800,000 دولار.

### ترشيحات وجوائز
| السنة | الحدث  | الفئة     | النتيجة |
| ----- | ------ | --------- | ------- |
|       | أوسكار | أفضل فيلم | ترشـيـح |

## وصلات خارجية
- مقالات تستعمل روابط فنية بلا صلة مع ويكي بيانات